# 1,6-二苯基己三烯
1,6-二苯基己三烯或1,6-二苯基己-1,3,5-三烯（DPHT）是一种有机化合物，化学式为C18H16。它可由3,3-二氯-1-丙烯基苯和草酸亚铁的还原偶合反应，或肉桂醛在吡啶催化下和四氯化钛-锌的偶合反应得到。它和[Pd2(CH3CN)6][BF4]2反应，根据溶剂的不同，可以得到不同配体构型的配合物[Pd2(DPHT)2][BF4]2。